# Alessandro Barbero
Pour les articles homonymes, voir Barbero.
Alessandro Barbero, né le 30 avril 1959 à Turin, est un historien, spécialiste de l'histoire médiévale et de l'histoire militaire, et un écrivain italien.

## Biographie
Depuis 2002, il est professeur d'histoire médiévale au département des Studi Umanistici de l'Université du Piémont oriental « Amedeo-Avogadro » à Vercelli.

## Œuvres principales

### Ouvrages historiques
- 1983 - Il mito angioino nella cultura italiana e provenzale fra Duecento e Trecento, Biblioteca della Società Storica Subalpina
- 1987 - L'aristocrazia nella società francese del medioevo. Analisi delle fonti letterarie (secoli X-XIII), Cappelli
- 1991 - Un santo in famiglia. Vocazione religiosa e resistenze sociali nell'agiografia latina medievale, Rosenberg & Sellier
- 1994 - Dizionario del Medioevo, Laterza  (ISBN 88-420-6374-6) - avec Chiara Frugoni
- 1995 - Un'oligarchia urbana. Politica ed economia a Torino fra Tre e Quattrocento, Viella  (ISBN 88-85669-37-9)
- 1999 - Medioevo. Storia di voci, racconto di immagini, Laterza  (ISBN 88-420-5850-5) - avec Chiara Frugoni
- 2000 - Charlemagne. Un père pour l'Europe, Paris, Payot & Rivages, coll. « Biographie Payot », 2004, 475 p. (ISBN 978-2228898881)
- 2000 - Valle d'Aosta medievale, Liguori  (ISBN 88-207-3162-2)
- 2002 - La cavalleria medievale, Jouvence  (ISBN 88-7801-306-4)
- 2002 - Il ducato di Savoia. Amministrazione e corte di uno stato franco-italiano, Laterza  (ISBN 88-420-6708-3)
- 2003 - La guerra in Europa dal Rinascimento a Napoleone, Carocci  (ISBN 88-430-2697-6)
- 2003 - Waterloo, Paris, Flammarion, 2005, 445 p. (ISBN 978-2082104395)
- 2005 - Le jour des barbares : Andrinople, 9 août 378, Paris, Flammarion, 2006, 290 p. (ISBN 978-2082105675) Traduit de l'italien par Jean-Marc Mandosio
- 2006 - Barbares : Immigrés, réfugiés et déportés dans l'Empire romain, Paris, Tallandier, 2009, 351 p. (ISBN 978-2847345155) Traduit de l'italien par Pérette-Cécile Buffaria
- 2010 - Histoires des croisades [« Benedette guerre : Crociate e Jihad »], Paris, Flammarion, coll. « Champs », 2010, 124 p. (ISBN 978-2081231474) Traduit de l'italien par Jean-Marc Mandosio
- 2012 - La bataille des trois empires - Lépante, 1571 [« Lepanto : la battaglia dei tre imperi »], Paris, Flammarion, 2012, 688 p. (ISBN 978-2-0812-2952-5) Traduit de l'italien par Patricia Farazzi et Michel Valensi
- 2013 - Le Divan d’Istanbul. Brève histoire de l’Empire ottoman, [« Il divano di Istanbul »], trad. de Sophie Bajard, Paris, Éditions Payot, 2013  (ISBN 978-2-228-90990-7)
- 2017 - Caporetto, Laterza,  (ISBN 978-8-858-12980-7)
- 2021 - Dante, Flammarion

### Articles
- 1992 - Vassalli, nobili e cavalieri fra città e campagna. Un processo nella diocesi di Ivrea all'inizio del Duecento
in Studi Medievali, XXXIII
- 1994 - La venalità degli uffici nello stato sabaudo. L'esempio del vicariato di Torino (1360-1536)
in Studi Veneziani, XXVIII
- 1999 - Liberti, raccomandati, vassalli. Le clientele nell'età di Carlo Magno
in Storica, XIV
- 2005 - Marie-Antoinette in Le magazine des Livres, no 338 du 30 août 2005, p. 82-83

### Romans
- 1995 - La Belle Vie ou les Aventures de Mr Pyle, gentilhomme, Paris, Gallimard, coll. « Du monde entier », 1998, 644 p. (ISBN 978-2070745333) (prix Strega en 1996) Traduit de l'italien par Thierry Laget
- 1998 - Roman russe - Pour présager les tourments à venir, Paris, Gallimard, coll. « Du monde entier », 2002, 505 p. (ISBN 978-2070755745) Traduit de l'italien par Thierry Laget
- 2001 - L'ultima rosa di Lautrec, Mondadori  (ISBN 88-04-48708-9)
- 2003 - Poète à la barre, Monaco, Éditions du Rocher, 2007, 212 p. (ISBN 978-2268062778) Traduit de l'italien par Thierry Laget

### Documentaires radiophoniques
Diffusés dans l’émission Alle otto della sera sur Radio 2 (Rai).
- 2003 - Carlo Magno - tratto da Carlo Magno: un padre dell'Europa
- 2005 - La battaglia di Adrianopoli - tratto da 9 agosto 378. Adrianopoli il giorno dei barbari
- 2006 - Federico il Grande

## Récompenses et distinctions

### Prix littéraires
- 1996 : Prix Strega, pour Bella vita e guerre altrui di Mr Pyle, gentiluomo (Mondadori)
- 1996 : Prix Grinzane-Cavour (Prix du jeune auteur débutant), pour Bella vita e guerre altrui di Mr Pyle, gentiluomo (Mondadori)

### Distinctions
- Chevalier de l'ordre des Arts et des Lettres

### Autres
L'astéroïde (85439) Barbero est nommé en son honneur.